# 中沙大环礁
中沙大环礁（英语：Macclesfield Bank）是中沙群岛的主礁体，为南海诸岛中面积最大的环礁，位于西沙群岛东南，南中国海的中心地带，发育在南海西大陆坡最东部的中沙台阶上。环礁略呈椭圆形，长轴作东北—西南向延伸约76海里，宽约33海里。全礁环在水面以下，礁环的礁体多为水深9～26米，西临水深2500米左右的中沙海槽，东以大于50°的陡坡下临水深4000米的中央深海盆。中沙大环礁的最东端为隐矶滩，距黄岩岛约300公里。

## 地理
中沙环礁属于中沙群岛，向西距離三沙市西沙群島的永興島約200公里，向东距离黄岩岛约300公里。環礁全為海水淹沒，陆地面积为零；但若以20米等深线计算，中沙环礁的面积足有6000多平方公里，从海底看，像是一片海底高原，上面耸立着一座座高山。
大环礁的外坡呈阶梯状：第一级阶梯水深约350米，第二级阶梯水深达2000多公尺，第三级阶梯水深达3500多公尺。礁坡上生长着石珊瑚和软珊瑚。大環礁東側是深而大的地殼斷裂帶，為陸殼和洋殼接觸處；南部與南沙群島的雙子群礁之間海域，是南海最深處（-5559米）；西側為西沙、中沙海槽，深達2000—3000米；北側中沙下沉亦深。
中沙环礁边缘突起、彼此间的断块又不相联，因此造成许多独立个体；断缺部分成为出入潟湖的天然水道。中沙大环礁上已命名22个暗沙、2个暗礁、2个暗滩共26个，其中环礁四周突起的礁缘部分，形成均匀分布的珊瑚暗礁、暗滩、暗沙，已命名的有20座，分别是隐矶滩、武勇暗沙、济猛暗沙、海鸠暗沙、安定连礁、美溪暗沙、布德暗沙、波伏暗沙、排波暗沙、果淀暗沙、排洪滩、涛静暗沙、控湃暗沙、华夏暗沙、西门暗沙、本固暗沙、美滨暗沙、鲁班暗沙、中北暗沙、比微暗沙；环礁中部为潟湖，潟湖水深由东北至西南自9.1～109米不等，湖内分布着许多暗沙，已命名的有6座，分别是石塘連礁、指掌暗沙、南扉暗沙、屏南暗沙、漫步暗沙、乐西暗沙。
中沙大環礁東北邊緣的比微暗沙最淺處水深約11米，等深線20米以上面積約40平方公里，為中沙群島面積最大的暗沙。比微暗沙与隐矶滩之间的比微南门呈喇叭形，外宽约18公里，内宽12公里，深达100公尺以上，为大环礁潟湖内外沟通重要的通道。
| 中沙大环礁北部（图像来源NASA） | 编号 | 名称     | 水深(m) | 地理概况                              |
| ------------------------------ | ---- | -------- | ------- | ------------------------------------- |
| 1 2 21 3 4 22 23 26 20 19 18   | 1    | 比微暗沙 | -12.8   | 16°13′N 114°44′E / 16.217°N 114.733°E |
| 1 2 21 3 4 22 23 26 20 19 18   | 2    | 隐矶滩   | -18     |                                       |
| 1 2 21 3 4 22 23 26 20 19 18   | 3    | 武勇暗沙 | -18     |                                       |
| 1 2 21 3 4 22 23 26 20 19 18   | 4    | 济猛暗沙 | -16     |                                       |
| 1 2 21 3 4 22 23 26 20 19 18   | 18   | 美滨暗沙 | -14.6   |                                       |
| 1 2 21 3 4 22 23 26 20 19 18   | 19   | 鲁班暗沙 | -14.6   |                                       |
| 1 2 21 3 4 22 23 26 20 19 18   | 20   | 中北暗沙 | -12.8   |                                       |
| 1 2 21 3 4 22 23 26 20 19 18   | 21   | 石塘连礁 | -14.6   | 潟湖内的暗沙                          |
| 1 2 21 3 4 22 23 26 20 19 18   | 22   | 指掌暗沙 | -16     | 潟湖内的暗沙                          |
| 1 2 21 3 4 22 23 26 20 19 18   | 23   | 南扉暗沙 | -14.6   | 潟湖内的暗沙                          |
| 1 2 21 3 4 22 23 26 20 19 18   | 26   | 漫步暗沙 | -9.1    | 潟湖内的暗沙                          |

## 行政隸屬
抗戰勝利後，中華民國政府將其劃歸在廣東省之下，1949年改隸屬於海南特別行政區，1979年再改轄於高雄市至今。中華人民共和國政府1984年將中沙环礁及其海域由海南行政区管辖，1988年中沙群岛划归海南省，2012年成为海南省三沙市一部分，菲律宾对此表达抗议。
2015年5月24日至25日，三沙市委书记、市长肖杰率20多名领导干部赴漫步暗沙考察调研。

## 经济活动
中沙环礁附近有上升水流，因此海域营养丰富，珊瑚礁的生长旺盛，形成绚丽的海底花园，成为南海重要渔场，自古以來就是當地渔民从事渔业活动所在。2012年海南省政府批准海南省水產研究所在三沙市中沙群島漫步暗沙海域進行科研基地建設﹐實施漁業資源增殖放流﹑魚蝦類增養殖和貝藻類底播增養殖試驗的相關科學研究。